# Ingrid Bredberg
Ingrid Bredberg, född 14 oktober 1926 i Stockholm, död där 25 juli 2005, var en svensk författare av barn- och ungdomslitteratur, samtliga böcker utgivna av B. Wahlströms bokförlag.
Ahlborn & Nilmander skriver: "Samtida med [Marie Louise] Rudolfsson och lika populär bland flickorna som köpte hästböcker var serierna om Jolly respektive Marlotta, skrivna av Ingrid Bredberg, född 1926. Särskilt Jolly, en lite burdus och gåpåaraktig flicka som kan sägas vara en språkligt och innehållsmässigt moderniserad Lotta, gick hem bland läsarna och sviten, publicerad av B.Wahlströms mellan 1970 och 1988, blev 26 volymer lång." Den Lotta som författarna syftar på är Lotta av Merri Vik/Ester Ringnér-Lundgren som dök upp första gången i en bok 1958.

### Serien om Marlotta
- Önskepärlan 1963
- Marlotta gör en gubbe 1964
- Marlotta och Spegel-apan 1965
- Marlotta och den blommiga rullgardinen 1966
- Marlotta lever rövare 1967
- Marlottas sagokarusell 1968
- Marlottas krokiga resa 1969
- Marlotta reser till månen 1970

### Serien om Kajsa
- Doktor Kajsa 1965
- Prinsessan Kajsa 1966
- Professor Kajsa 1968
- Kapten Kajsa 1969
- Agent Kajsa 1969
- Dockan Kajsa 1970
- Rymdpilot Kajsa 1970
- Trollet Kajsa 1971
- Tomten Kajsa 1971
- Spöket Kajsa 1972
- Syster Kajsa 1972
- Häxan Kajsa 1973
- Flygvärdinnan Kajsa 1973
- Rektor Kajsa 1974
- Clownen Kajsa 1974
- TV-idolen Kajsa 1975
- Stålflickan Kajsa 1976
- Spågumman Kajsa 1977
- Detektiv Kajsa 1978
- Idrottsflickan Kajsa 1979

### Serien om Jolly
- Kolla Jolly! 1970
- Grattis Jolly 1971
- Va skumt, Jolly 1972
- Se opp, Jolly 1973
- Vilka tabbar, Jolly 1974
- Håll igång, Jolly 1975
- Kör hårt, Jolly 1976
- Far och flyg, Jolly 1976
- Typiskt, Jolly 1977
- Hoppsan, Jolly 1977
- Lägg av, Jolly 1978
- Häftigt, Jolly 1978
- Va knäppt, Jolly 1979
- Rena gojan, Jolly 1979
- Håll färgen, Jolly 1980
- Tuffa tag, Jolly 1980
- Vilken blåsning, Jolly 1981
- Skärpning, Jolly 1981
- Va struligt, Jolly 1982
- Full fräs, Jolly 1982
- Pyrt, Jolly 1983
- Vrickat, Jolly 1984
- Okej, Jolly 1985
- Smart, Jolly 1986
- Morsning, Jolly 1987
- Ligg lågt, Jolly 1988

### Serien om Pyret
- Första boken om Pyret 1974
- Pyret leker med Nappe 1975
- Pyret får en kompis 1975
- Pyret på sportlov 1976
- Pyret busar igen 1976
- Pyret och Anders fiskar 1977
- Pyret går på cirkus 1977
- Pyret åker båt 1978
- Pyret på födelsedagsfest 1978
- Pyret gillar kräftor 1979
- Pyret och sommarkatten 1979
- Pyret i TV 1980
- Pyret åker rullskridskor 1981